# Druhá vláda Li Kche-čchianga
Druhá vláda Li Kche-čchianga byla od 18. března 2018 do 12. března 2023 Státní rada Čínské lidové republiky, čínská vláda, vedená předsedou státní rady Li Kche-čchiangem. Jednalo se v pořadí o třináctou státní radu. Li Kche-čchiang byl nominován na premiéra prezidentem Si Ťin-pchingem a následně byl zvolen premiérem 18. března 2018 na 1. plenárním zasedání 13. Všečínského shromáždění lidových zástupců.
Podle Ústavy Čínské lidové republiky jsou další členové Státní rady, tedy místopředsedové, státní poradci, ministři (či ředitelé) v čele ministerstev a komisí (či výborů), generální auditor a generální tajemník, nominováni premiérem a následně schvalováni Všečínským shromážděním lidových zástupců.

## Seznam členů vlády
| Stálý výbor 13. Státní rady                       | Stálý výbor 13. Státní rady               | Stálý výbor 13. Státní rady                | Stálý výbor 13. Státní rady | Stálý výbor 13. Státní rady | Stálý výbor 13. Státní rady                | Stálý výbor 13. Státní rady |
| Úřad                                              | Jméno a portrét                           | Jméno a portrét                            | Strana                      | Strana                      | Nástup do úřadu                            | Opuštění úřadu              |
| ------------------------------------------------- | ----------------------------------------- | ------------------------------------------ | --------------------------- | --------------------------- | ------------------------------------------ | --------------------------- |
| Premiér                                           | Li Kche-čchiang 李克强                    |                                            |                             | KS Číny                     | 19. března 2018 (poprvé 15. března 2013)   | 12. března 2023             |
| První vicepremiér                                 | Chan Čeng 韩正                            |                                            |                             | KS Číny                     | 19. března 2018                            | 12. března 2023             |
| Vicepremiérka                                     | Sun Čchun-lan 孙春兰                      |                                            |                             | KS Číny                     | 19. března 2018                            | 12. března 2023             |
| Vicepremiér                                       | Chu Čchun-chua 胡春华                     |                                            |                             | KS Číny                     | 19. března 2018                            | 12. března 2023             |
| Vicepremiér                                       | Liou Che 刘鹤                             |                                            |                             | KS Číny                     | 19. března 2018                            | 12. března 2023             |
| Státní poradce Ministr národní obrany             | generálplukovník Wej Feng-che 魏凤和      |                                            |                             | KS Číny                     | 19. března 2018                            | 12. března 2023             |
| Státní poradce                                    | Wang Jung 王勇                            |                                            |                             | KS Číny                     | 19. března 2018 (poprvé 15. března 2013)   | 12. března 2023             |
| Státní poradce                                    | Wang I 王毅                               |                                            |                             | KS Číny                     | 19. března 2018                            | 12. března 2023             |
| Ministr zahraničních věcí                         | Wang I 王毅                               | 19. března 2018 (poprvé 15. března 2013)   | 30. prosince 2022           | KS Číny                     |                                            |                             |
| Státní poradce Generální tajemník Státní rady     | Siao Ťie 肖捷                             |                                            |                             | KS Číny                     | 19. března 2018                            | 12. března 2023             |
| Státní poradce                                    | Generální komisař Čao Kche-č' 赵克志      |                                            |                             | KS Číny                     | 19. března 2018                            | 12. března 2023             |
| Ministr veřejné bezpečnosti                       | Generální komisař Čao Kche-č' 赵克志      | 19. března 2018 (poprvé 4. listopadu 2017) | 24. června 2022             | KS Číny                     |                                            |                             |
| Ostatní členové Státní rady                       |                                           |                                            |                             |                             |                                            |                             |
| Úřad                                              | Jméno                                     | Jméno                                      | Strana                      | Strana                      | Nástup do úřadu                            | Opuštění úřadu              |
| Ministr zahraničních věcí                         | Čchin Kang 秦刚                           | Čchin Kang 秦刚                            |                             | KS Číny                     | 30. prosince 2022                          | 12. března 2023             |
| Předseda Národní rozvojové a reformní komise      | Che Li-feng 何立峰                        | Che Li-feng 何立峰                         |                             | KS Číny                     | 19. března 2018                            | 12. března 2023             |
| Ministr školství                                  | Čchen Pao-šeng 陈宝生                     | Čchen Pao-šeng 陈宝生                      |                             | KS Číny                     | 19. března 2018 (poprvé 3. července 2016)  | 20. srpna 2021              |
| Ministr školství                                  | Chuaj Ťin-pcheng 怀进鹏                   | Chuaj Ťin-pcheng 怀进鹏                    |                             | KS Číny                     | 20. srpna 2021                             | 12. března 2023             |
| Ministr pro vědu a technologie                    | Wang Č'-kang 王志刚                       | Wang Č'-kang 王志刚                        |                             | KS Číny                     | 19. března 2018                            | 12. března 2023             |
| Ministr průmyslu a informatizace                  | Miao Wej 苗圩                             | Miao Wej 苗圩                              |                             | KS Číny                     | 19. března 2018 (poprvé 25. prosince 2010) | 11. srpna 2020              |
| Ministr průmyslu a informatizace                  | Siao Ja-čching 肖亚庆                     | Siao Ja-čching 肖亚庆                      |                             | KS Číny                     | 11. srpna 2020                             | 2. září 2022                |
| Ministr průmyslu a informatizace                  | Ťin Čuang-lung 金壮龙                     | Ťin Čuang-lung 金壮龙                      |                             | KS Číny                     | 2. září 2022                               | 12. března 2023             |
| Ředitel Státní komise pro národnostní záležitosti | Bagatur ᠪᠠᠭᠠᠲᠦᠷ 巴特尔                    | Bagatur ᠪᠠᠭᠠᠲᠦᠷ 巴特尔                     |                             | KS Číny                     | 19. března 2018 (poprvé 28. dubna 2016)    | 26. prosince 2020           |
| Ředitel Státní komise pro národnostní záležitosti | Čchen Siao-ťiang 陈小江                   | Čchen Siao-ťiang 陈小江                    |                             | KS Číny                     | 26. prosince 2020                          | 24. června 2022             |
| Ředitel Státní komise pro národnostní záležitosti | Pchan Jüe 潘岳                            | Pchan Jüe 潘岳                             |                             | KS Číny                     | 24. června 2022                            | 12. března 2023             |
| Ministr veřejné bezpečnosti                       | Generální komisař Wang Siao-chung 王小洪  | Generální komisař Wang Siao-chung 王小洪   |                             | KS Číny                     | 24. června 2022                            | 12. března 2023             |
| Ministr státní bezpečnosti                        | Generální komisař Čchen Wen-čching 陈文清 | Generální komisař Čchen Wen-čching 陈文清  |                             | KS Číny                     | 19. března 2018 (poprvé 7. listopadu 2016) | 30. října 2022              |
| Ministr státní bezpečnosti                        | Generální komisař Čchen I-sin 陈一新      | Generální komisař Čchen I-sin 陈一新       |                             | KS Číny                     | 30. října 2022                             | 12. března 2023             |
| Ministr pro občanské záležitosti                  | Chuang Šu-sien 黄树贤                     | Chuang Šu-sien 黄树贤                      |                             | KS Číny                     | 19. března 2018 (poprvé 7. listopadu 2016) | 26. října 2019              |
| Ministr pro občanské záležitosti                  | Li Ťi-cheng 李纪恒                        | Li Ťi-cheng 李纪恒                         |                             | KS Číny                     | 26. října 2019                             | 28. února 2022              |
| Ministr pro občanské záležitosti                  | Tchang Teng-ťie 唐登杰                    | Tchang Teng-ťie 唐登杰                     |                             | KS Číny                     | 28. února 2022                             | 12. března 2023             |
| Ministr spravedlnosti                             | Fu Čeng-chua 傅政华                       | Fu Čeng-chua 傅政华                        |                             | KS Číny                     | 19. března 2018                            | 29. dubna 2020              |
| Ministr spravedlnosti                             | Tchang I-ťün 唐一军                       | Tchang I-ťün 唐一军                        |                             | KS Číny                     | 29. dubna 2020                             | 12. března 2023             |
| Ministr financí                                   | Liou Kchun 刘昆                           | Liou Kchun 刘昆                            |                             | KS Číny                     | 19. března 2018                            | 12. března 2023             |
| Ministr lidských zdrojů a sociálního zabezpečení  | Čang Ťi-nan 张纪南                        | Čang Ťi-nan 张纪南                         |                             | KS Číny                     | 19. března 2018                            | 12. března 2023             |
| Ministr přírodních zdrojů                         | Lu Chao 陆昊                              | Lu Chao 陆昊                               |                             | KS Číny                     | 19. března 2018                            | 24. června 2022             |
| Ministr přírodních zdrojů                         | Wang Kuang-chua 王广华                    | Wang Kuang-chua 王广华                     |                             | KS Číny                     | 24. června 2022                            | 12. března 2023             |
| Ministr ekologie a životního prostředí            | Li Kan-ťie 李干杰                         | Li Kan-ťie 李干杰                          |                             | KS Číny                     | 19. března 2018                            | 29. dubna 2020              |
| Ministr ekologie a životního prostředí            | Chuang Žun-čchiou 黄润秋                  | Chuang Žun-čchiou 黄润秋                   |                             | Společnost 3. září          | 29. dubna 2020                             | 12. března 2023             |
| Ministr pro bydlení a rozvoje měst a venkova      | Wang Meng-chuej 王蒙徽                    | Wang Meng-chuej 王蒙徽                     |                             | KS Číny                     | 19. března 2018 (poprvé 27. června 2017)   | 27. března 2022             |
| Ministr pro bydlení a rozvoje měst a venkova      | Ni Chung 倪虹                             | Ni Chung 倪虹                              |                             | KS Číny                     | 24. června 2022                            | 12. března 2023             |
| Ministr dopravy                                   | Li Siao-pcheng 李小鹏                     | Li Siao-pcheng 李小鹏                      |                             | KS Číny                     | 19. března 2018 (poprvé 3. září 2016)      | 12. března 2023             |
| Ministr vodních zdrojů                            | E Ťing-pching 鄂竟平                      | E Ťing-pching 鄂竟平                       |                             | KS Číny                     | 19. března 2018                            | 28. února 2021              |
| Ministr vodních zdrojů                            | Li Kuo-jing 李国英                        | Li Kuo-jing 李国英                         |                             | KS Číny                     | 28. února 2021                             | 12. března 2023             |
| Ministr zemědělství a venkova                     | Chan Čchang-fu 韩长赋                     | Chan Čchang-fu 韩长赋                      |                             | KS Číny                     | 19. března 2018                            | 26. prosince 2020           |
| Ministr zemědělství a venkova                     | Tchang Žen-ťien 唐仁健                    | Tchang Žen-ťien 唐仁健                     |                             | KS Číny                     | 26. prosince 2020                          | 12. března 2023             |
| Ministr obchodu                                   | Čung Šan 钟山                             | Čung Šan 钟山                              |                             | KS Číny                     | 19. března 2018 (poprvé 24. února 2017)    | 26. prosince 2020           |
| Ministr obchodu                                   | Wang Wen-tchao 汪文涛                     | Wang Wen-tchao 汪文涛                      |                             | KS Číny                     | 26. prosince 2020                          | 12. března 2023             |
| Ministr kultury a turismu                         | Luo Šu-kang 雒树刚                        | Luo Šu-kang 雒树刚                         |                             | KS Číny                     | 19. března 2018                            | 11. srpna 2020              |
| Ministr kultury a turismu                         | Chu Che-pching 胡和平                     | Chu Che-pching 胡和平                      |                             | KS Číny                     | 11. srpna 2020                             | 12. března 2023             |
| Ředitel Národního zdravotního výboru              | Ma Siao-wej 马晓伟                        | Ma Siao-wej 马晓伟                         |                             | KS Číny                     | 19. března 2018                            | 12. března 2023             |
| Ministr pro záležitosti veteránů                  | Sun Šao-čcheng 孙绍骋                     | Sun Šao-čcheng 孙绍骋                      |                             | KS Číny                     | 19. března 2018                            | 24. června 2022             |
| Ministr pro záležitosti veteránů                  | Pchej Ťin-ťia 裴金佳                      | Pchej Ťin-ťia 裴金佳                       |                             | KS Číny                     | 24. června 2022                            | 12. března 2023             |
| Ministr krizového řízení                          | Wang Jü-pchu 王玉普                       | Wang Jü-pchu 王玉普                        |                             | KS Číny                     | 19. března 2018                            | 8. prosince 2020            |
| Ministr krizového řízení                          | Chuang Ming 黄明                          | Chuang Ming 黄明                           |                             | KS Číny                     | 29. dubna 2021                             | 2. září 2022                |
| Ministr krizového řízení                          | Wang Siang-si 王祥喜                      | Wang Siang-si 王祥喜                       |                             | KS Číny                     | 2. září 2022                               | 12. března 2023             |
| Guvernér Čínské lidové banky                      | I Kang 易纲                               | I Kang 易纲                                |                             | KS Číny                     | 19. března 2018                            | 12. března 2023             |
| Generální auditor Národního kontrolního úřadu     | Chu Ce-ťün 胡泽君                         | Chu Ce-ťün 胡泽君                          |                             | KS Číny                     | 19. března 2018 (poprvé 28. dubna 2017)    | 30. června 2020             |
| Generální auditor Národního kontrolního úřadu     | Chou Kchaj 侯凯                           | Chou Kchaj 侯凯                            |                             | KS Číny                     | 30. června 2020                            | 12. března 2023             |